# Osiadanie

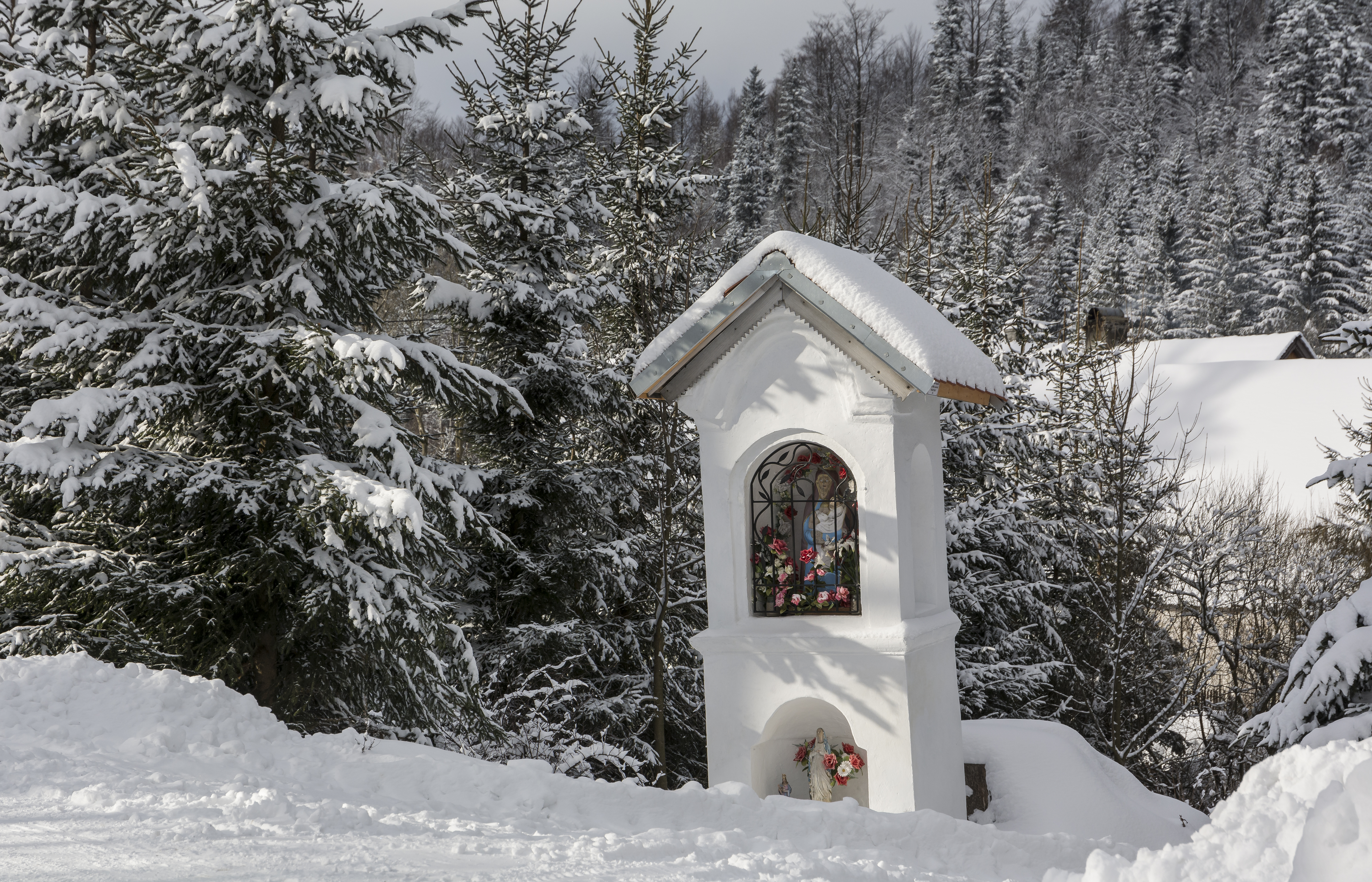
Skutek osiadania - pochylona kapliczka przydrożna w Starym Gierałtowie

Osiadanie – powolny ruch gruntu, w wyniku którego powierzchnia terenu ulega obniżeniu i powstaje niecka.
Osiadanie zachodzi najczęściej pod wpływem:
- ciężaru warstw nadległych (kompakcja),
- ciężaru obiektu budowlanego lub nasypu posadowionego na gruncie,
- obniżenia zwierciadła wód gruntowych,

ale także w wyniku:
- usunięcia materiału niżej leżącego przez jego rozpuszczenie lub wymycie (sufozja),
- wybrania materiału niżej leżącego przez człowieka na obszarach górniczych.